# Mizeria

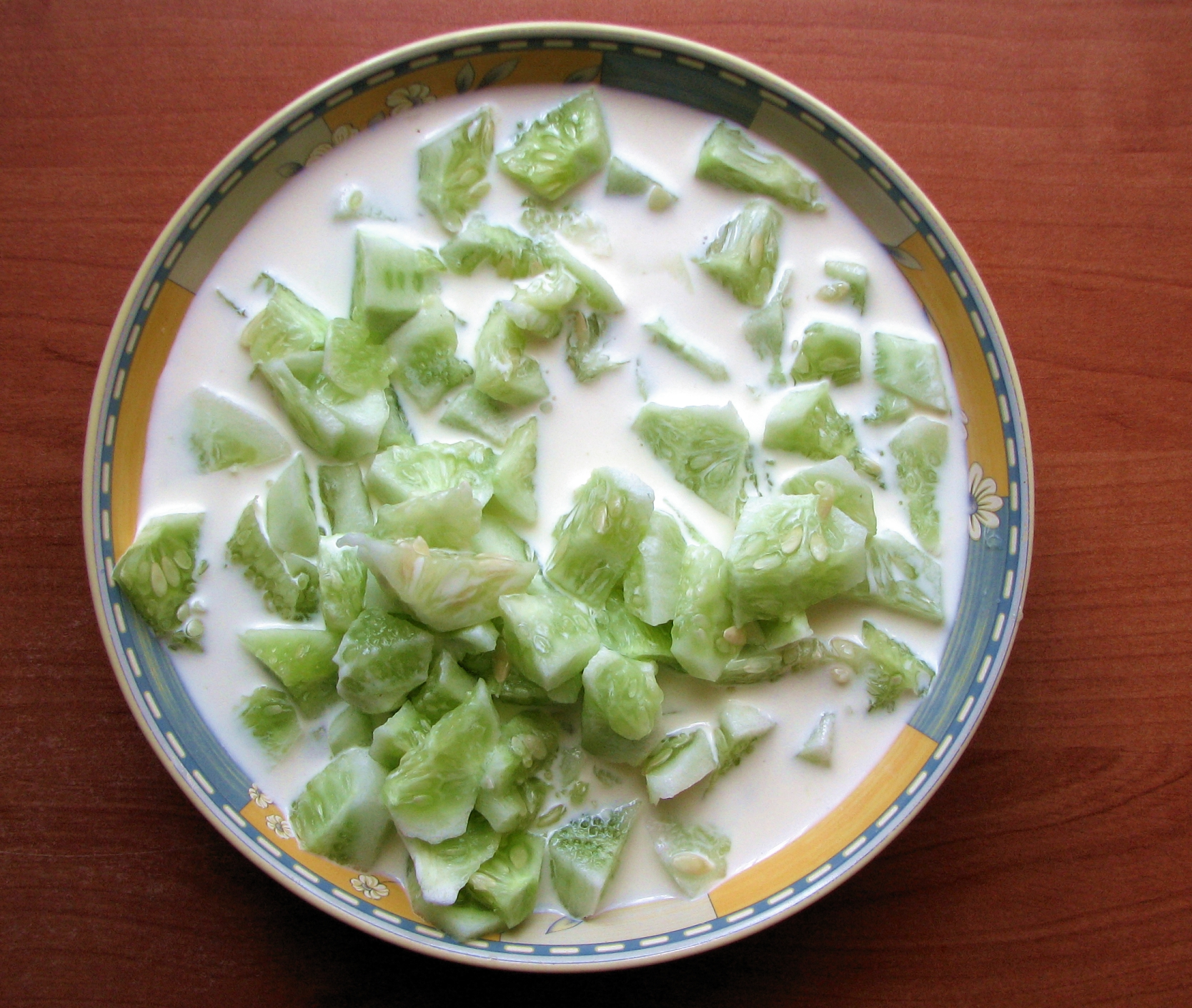
Mizeria

Mizeria é uma salada polonesa que consiste em pepino ralado ou em fatias finas, geralmente com creme de leite, embora em alguns casos com óleo. Outros ingredientes possíveis incluem cebola, pimenta ou suco de limão, açúcar, endro, cebolinha, hortelã ou salsa. O prato é geralmente servido junto com um prato principal e é uma das saladas mais populares da Polônia.